# Vrt

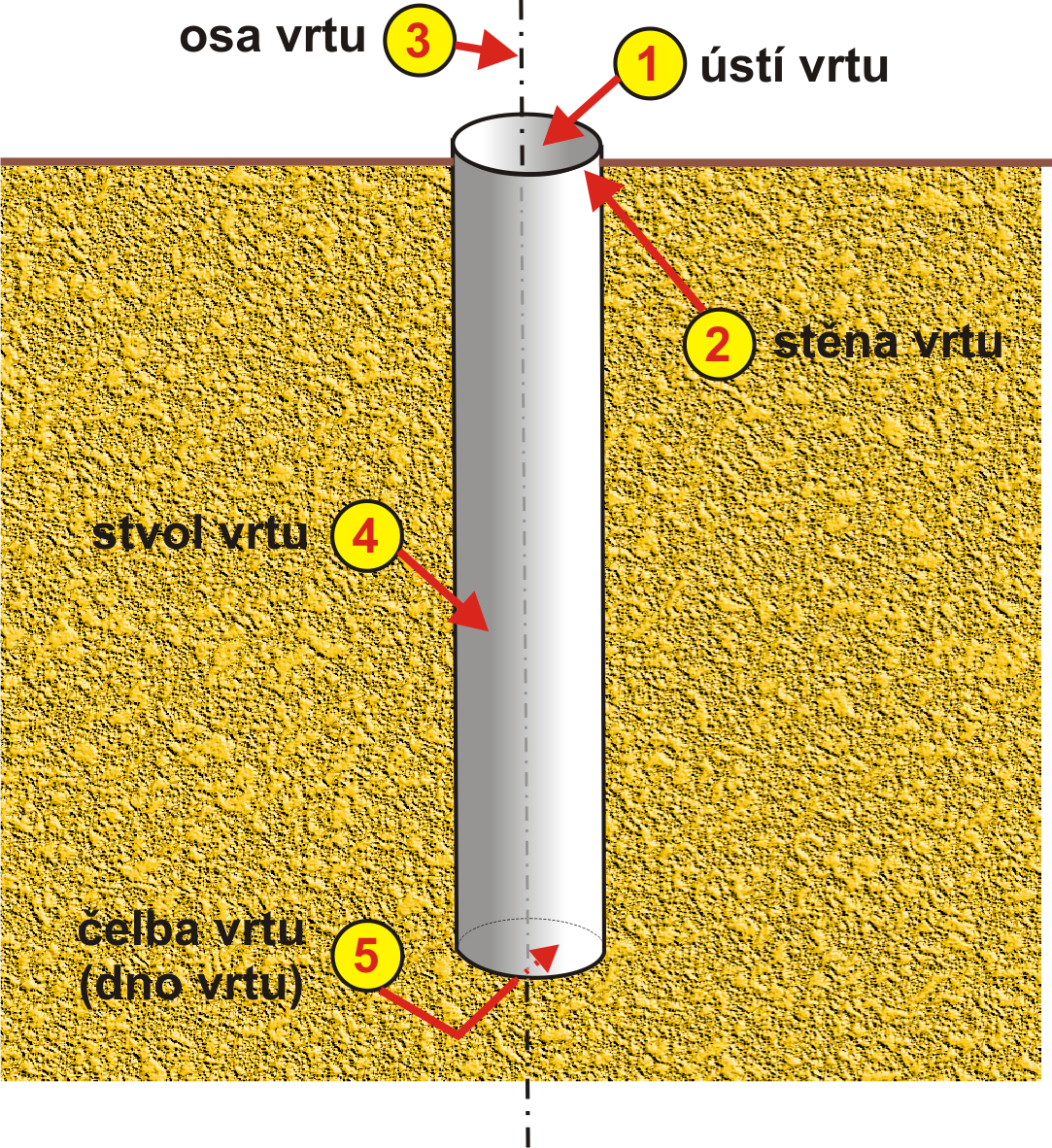
Základní části vrtu

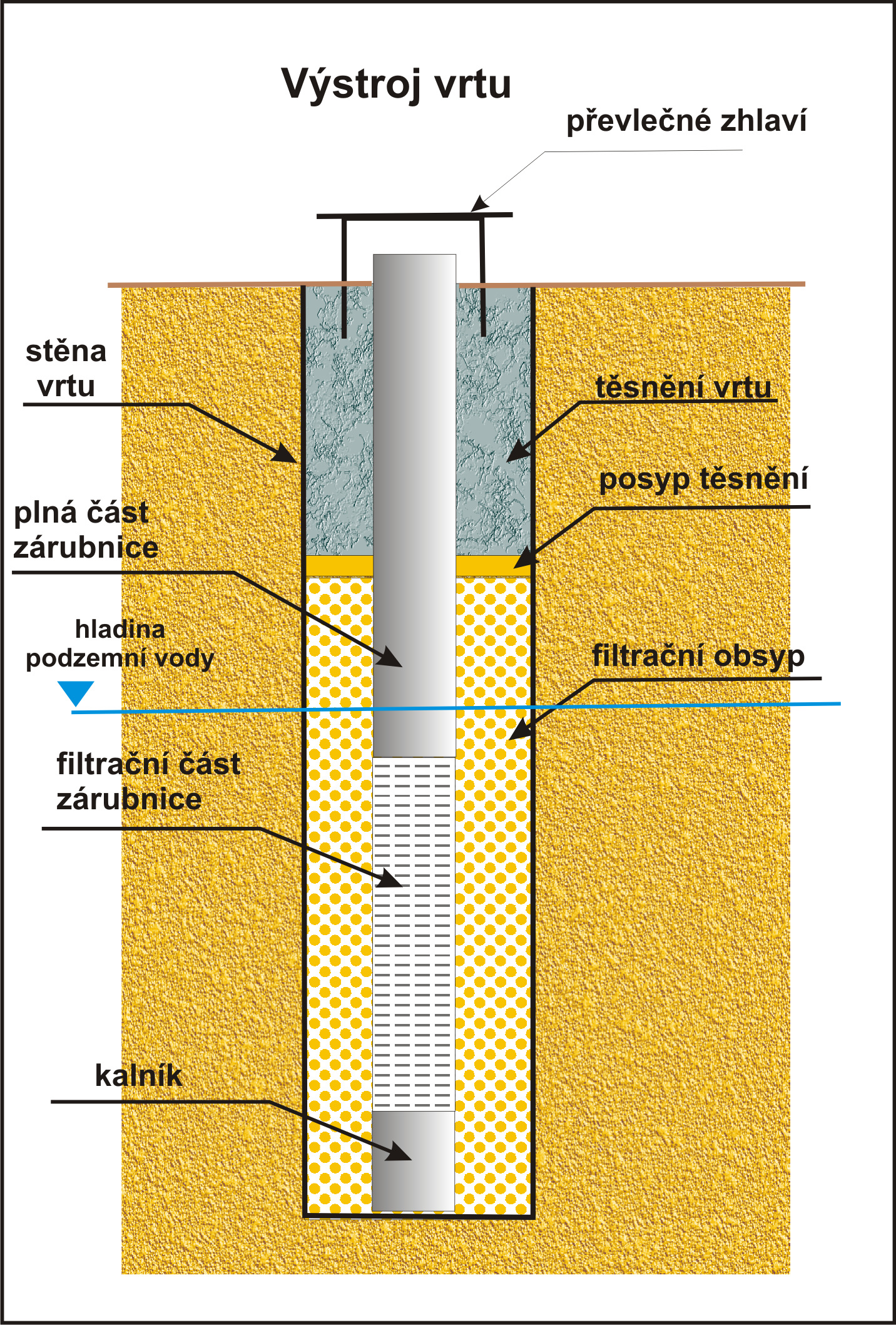
Základní části vrtu

Vrt je otvor válcovitého tvaru vyhloubený vrtáním v horninovém prostředí. Vrtání se povětšinou provádí pomocí specializovaných vrtných strojů (vrtných souprav). Převládajícím rozměrem je délka.

## Základní části vrtu
- čelba vrtu
- dno vrtu
- stěna vrtu
- stvol vrtu (vnitřní prostor otvoru omezený stěnou vrtu)
- ústí vrtu
- osa vrtu

## Dělení vrtů

### podle směru hloubení
- svislé
- šikmé
- horizontální
- dovrchní

### podle technologie vrtání
- vrty jádrové
- vrty vrtané na plnou čelbu

### podle účelu
- průzkumný vrt
- strukturní vrt
- hydrogeologický vrt
- inženýrsko-geologický vrt
- čerpací vrt nebo také odběrový
- pozorovací vrt nebo též monitorovací
- vtláčecí vrt
- vsakovací vrt

### podle způsobu otevření kolektoru
- hydrogeologicky úplný vrt - vrt, který prochází celou mocností kolektoru
- hydrogeologický neúplný vrt - vrt, který neotevírá celou mocnost kolektoru

### podle hydraulické funkčnosti
- vrt hydraulicky dokonalý - vrt, do něhož vstupuje voda bez dodatečných hydraulických odporů
- vrt hydraulicky nedokonalý - vrt, s dodatečnými hydraulickými odpory (např. na plášti vrtu, výstroji apod.)

Obecně mohou být vrty nevystrojené (většinou průzkumné – např. pro inženýrsko-geologický průzkum základových poměrů staveb) nebo vystrojené (např. vrty pro jímání podzemní vody), tj. vybavené výstrojí zamezující zborcení vrtu, která zároveň umožňuje vybavit vrt dalším technickým vybavením jako je třeba čerpadlo.

## Technologie vrtání vrtů
Vrty jsou vrtány (hloubeny) pomocí vrtných souprav celou řadou různých technologií. V současné době se používají především tyto způsoby vrtání vrtů:
- rotačně-příklepové vrtání – jako výplachové medium se používá vzduch
- rotační vrtání s přímým vodním výplachem – jako výplachové medium se používá upravený vodní výplach
- rotační vrtání s nepřímým výplachem – jako výplachové medium se používá upravený vodní výplach
- drapákové vrtání těžní lžící
- nárazově-točivé vrtání na laně
- jádrové vrtání
- vrtání na šrot

## Důvody budování vrtů
- geologický průzkum
- vědecký průzkum litosféry - nejhlubší kolský superhluboký vrt 80. leta 20. století
- pro zakládání staveb (průzkum základových poměrů staveb)
- zpevňování nestabilního podloží pro staveb – zakládání staveb (např. pro piloty a mikropiloty)
- těžba nerostných surovin (např. zemní plyn, ropa apod.)
- tvorba nových vodních zdrojů (vrtaná studna)
- jímání podzemních vod pro pitné účely pitná voda
- jímání minerálních vod
- pro tepelná čerpadla
- stavba geotermálních elektráren

## Příbuzná slova
- Podobný termín závrt je jev čistě přírodní povahy, jedná se o krasový jev vyskytující se v krasovém území.